# Rotterdam Open 2025
Rotterdam Open 2025 a fost un turneu de tenis masculin care s-a jucat pe terenuri acoperite. A avut loc la Rotterdam Ahoy din Rotterdam, între 13 și 9 februarie 2025. A fost cea de-a 52-a ediție a Rotterdam Open și a făcut parte din seria ATP 500 din cadrul Circuitului ATP 2025.

## Campioni

### Simplu
Pentru mai multe informații consultați Rotterdam Open 2025 – Simplu

### Dublu
Pentru mai multe informații consultați Rotterdam Open 2025 – Dublu

## Puncte și premii în bani

### Distribuția punctelor
| Probă  | C   | F   | SF  | QF  | Runda 2 | Runda 1 | Q  | Q2 | Q1 |
| Simplu | 500 | 330 | 200 | 100 | 50      | 0       | 25 | 13 | 0  |
| Dublu  | 500 | 300 | 180 | 90  | 0       | N/A     | 45 | 25 | 0  |

### Premii în bani
| Probă  | C         | F         | SF        | QF       | Runda 2  | Runda 1  | Q2      | Q1      |
| Simplu | 449.160 € | 241.650 € | 128.785 € | 65.795 € | 35.120 € | 18.730 € | 9.600 € | 5.385 € |
| Dublu* | 147.250 € | 78.670 €  | 39.800 €  | 19.910 € | 10.300 € | N/A      | N/A     | N/A     |

*per echipă